# Професионалистът
Професионалистът (на френски: Le Professionnel) е френски филм от 1981 година, екшън на режисьора Жорж Лотнер. Участват Жан-Пол Белмондо, Робер Осейн и Мишел Бон. Филмът е един от любимите на българската публика през 80-те години.

## Сюжет
Жослен Бомон (Жан-Пол Белмондо) е френски таен агент, който е изпратен да убие полковник Нджала, президент на измислената африканска страна Малагауи. Малко преди Бомон да стори това обаче, политическата ситуация се променя и френското правителство решава да предаде агента на властите в Малагауи. Там той е арестуван и осъден на дългогодишен затвор. Две години след ареста си Бомон успява да избяга и се завръща във Франция. Там той съобщава на бившите си шефове, че се е завърнал и възнамерява да довърши първоначалната си задача – да убие президента Нджала, който точно в този момент е на посещение във Франция.

## В ролите
| Изпълнител          | Роля               |
| ------------------- | ------------------ |
| Жан-Пол Белмондо    | Жослен Бомон       |
| Жан Десаи           | Министърът         |
| Робер Осейн         | комисар Розен      |
| Мишел Бон           | капитан Валера     |
| Сириел Клер         | Алис Анслен        |
| Жан-Луи Ришар       | полковник Мартен   |
| Сидики Бакаба       | президентът Нджала |
| Пиер Сентон         | президентът Нджала |
| Мари-Кристин Декуар | Дорис Фредериксен  |
| Бернар-Пиер Донадю  | инспектор Фарж     |
| Елизабет Маргони    | Жан Бомон          |
| Пиер Верние         | Салваторе Волфони  |

## Награди
- номинация „Сезар“ за най-добра музика, 1982 година
- награда „Златен екран“, 1983 година

## В България
На 1 декември 2001 г. е излъчен по Диема+ с български дублаж. Екипът се състои от:
| Озвучаващи артисти | Таня Димитрова Стефан Димитриев Здравко Методиев Светозар Кокаланов |
| Преводач           | Галя Димитрова                                                      |
| Тонрежисьор        | Димитър Кръстев                                                     |

През 2006 г. е издаден на DVD от Diema Vision с български субтитри.